# DC-4-crash bij Cincinnati

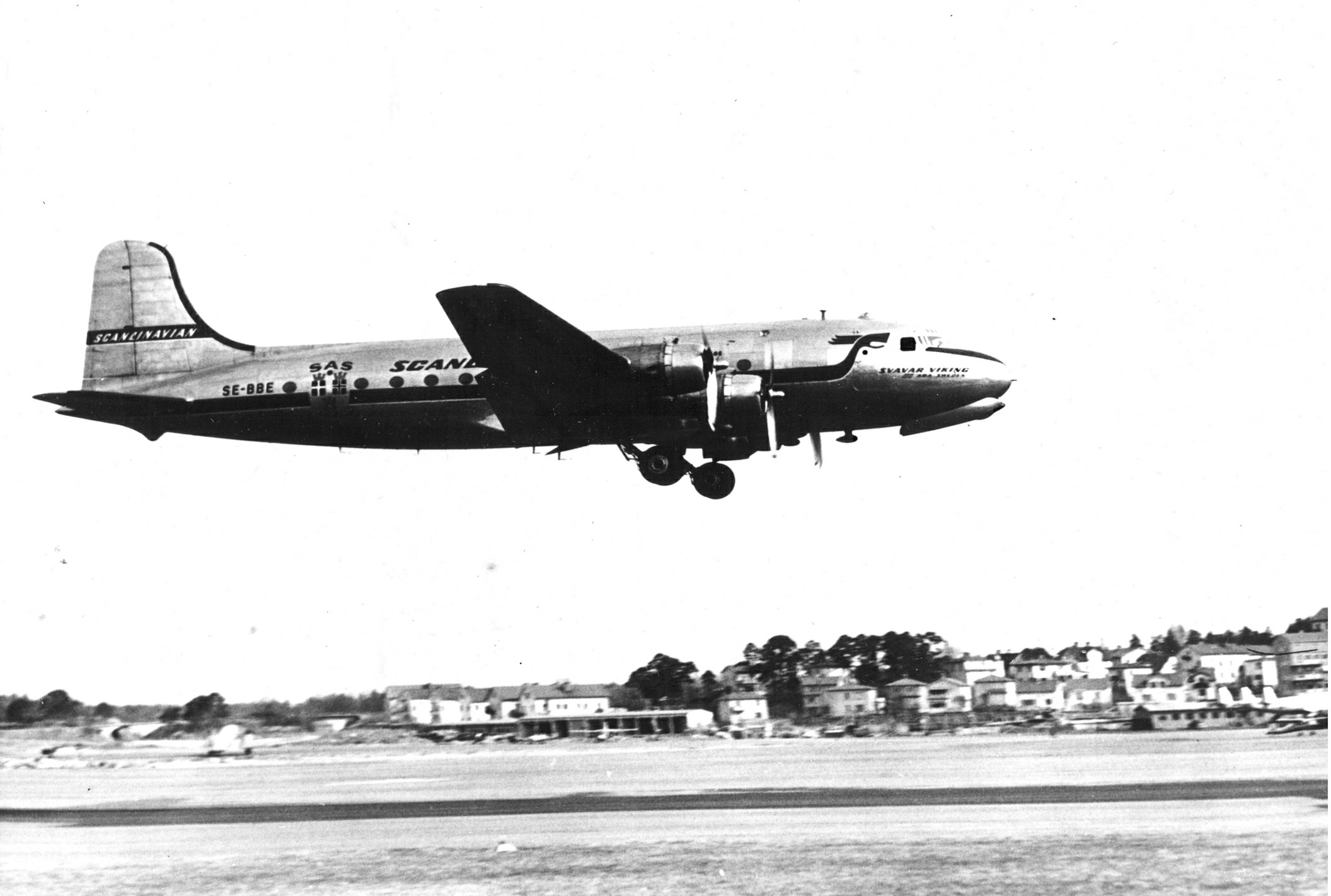
Een landende DC-4

De DC-4-crash bij Cincinnati is een luchtvaartongeluk met een Douglas DC-4 van Zantop Air Transport op 14 november 1961 rond 5.26 uur in de stad Hebron, nabij Cincinnati, in de Amerikaanse staat Kentucky. Het vliegtuig had de eindnadering ingezet richting Greater Cincinnati Airport, landingsbaan 18, toen het meerdere bomen raakte en in een bosrijke omgeving ten noorden van het vliegveld neerstortte. Dit was het eerste vliegtuig van ten minste drie vliegtuigen die landingsbaan 18 niet wisten te bereiken door heuvelachtig gebied en terrein met grote hoogteverschillen. De andere vluchten die er niet in slaagden om landingsbaan 18 te bereiken, waren American Airlines-vlucht 383 en TWA-vlucht 128.

## Crash
Piloot Calvin Goutier en copiloot Richard Breathren waren opgestegen uit Detroit en vervoerden auto-onderdelen voor General Motors naar het vliegveld, om daarna naar de eindbestemming Atlanta door te vliegen. Bij het neerstorten brak de romp van het toestel in twee stukken; wrakstukken lagen verspreid langs een 122 meter lang spoor.
Het vliegtuig werd op het moment van het ongeluk gevolgd door radar en verdween plotseling van het radarscherm. Kort daarna zagen de luchthavenautoriteiten een grote steekvlam.
De bemanning verliet het toestel na de crash door gebruik te maken van een noodluik. Alle bemanningsleden overleefden het ongeluk; ze kwamen er met slechts kleine verwondingen vanaf (Goutier had een verstuikte enkel en Beathren beenletsel). Ze liepen vervolgens tweeënhalve kilometer naar een nabijgelegen state highway (Kentucky Route 20) om hulp te zoeken. Een passerende motorrijder die op de luchthaven werkte, zag iemand lopen en reed verder naar de luchthaven, waar hij dit meldde.

## Het vliegtuig

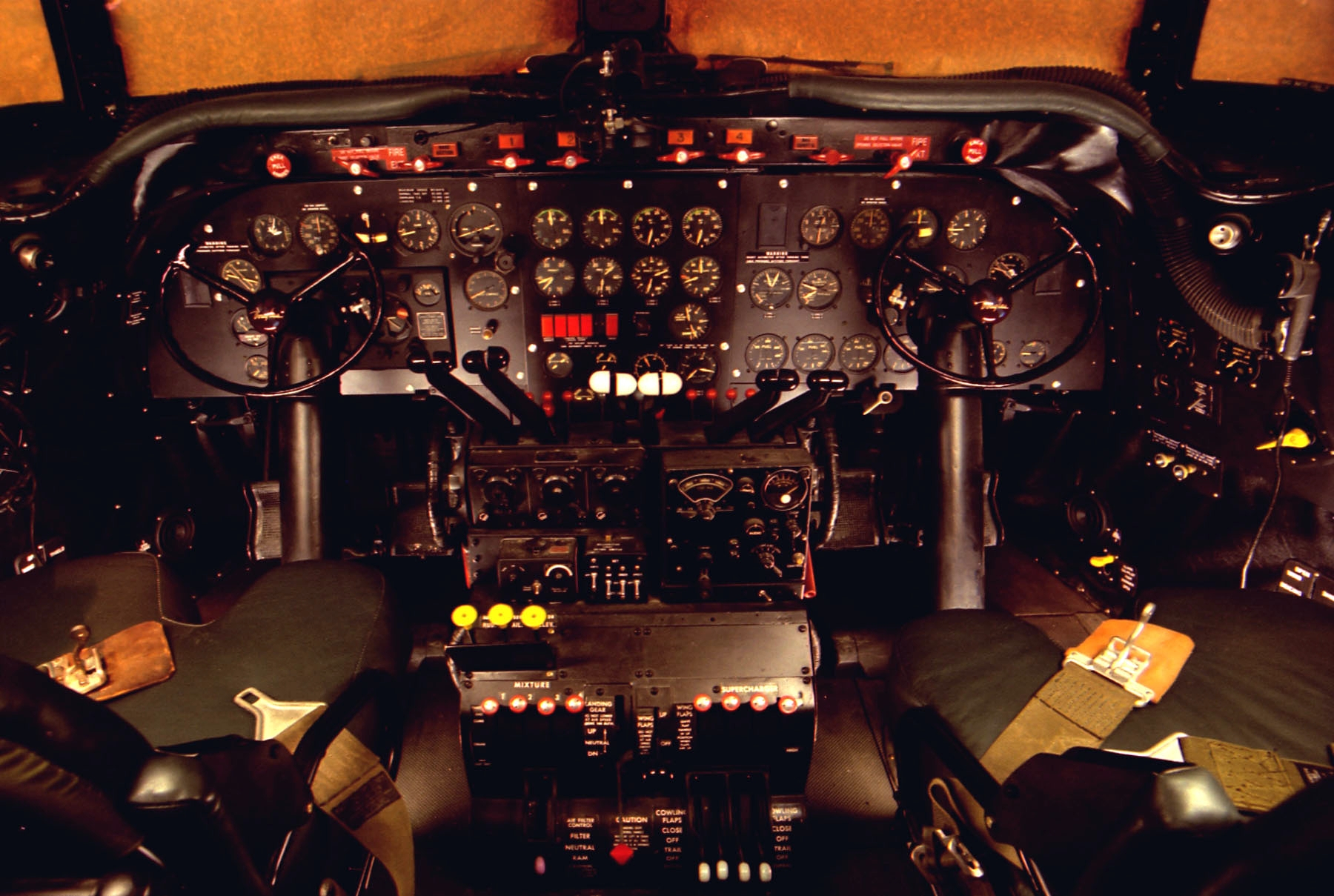
Cockpit vergelijkbaar met de cockpit van een DC-4

Het betrokken toestel was een DC-4, oorspronkelijk een United States Army Air Forces (USAAF) Douglas Skymaster, serienummer 42-72226, die op 1 oktober 1945 was teruggekocht door de Douglas Aircraft Company en was omgebouwd tot een DC-4. Op 9 januari 1946 werd het toestel verkocht aan United Airlines onder registratienummer N30061. United Airlines verhuurde het vervolgens op 20 juni 1956 aan Slick Airways. Op 4 juni 1959 werd het toestel verkocht aan Lockheed, die het terugverhuurde aan Slick Airways totdat ten slotte Zantop Air Transport het in juni 1960 kocht. Zantop exploiteerde het als transportvliegtuig totdat het neerstortte.